# Пірофіліт
Пірофілі́т — мінерал класу силікатів шаруватої будови.
Від пір… і грецьк. «філлон» — лист (має властивість розщеплюватися на листочки при нагріванні). R.Hermann, 1829.
Синонім: піроксит, агальматоліт (так називають також гірську породу, що складається з пірофіліту).

## Загальний опис
Хімічна формула: Al2[Si4O10] (OH)2. Al може частково заміщатися Mg, Fe. Звичайні домішки Са, Na, K, Ti. Містить (%): Al2O3 — 28,3; SiO2 — 66,7; H2O — 5,0.
Сингонія моноклінна.
Призматичний вид.
Утворює пластинчасті маси і пластинчасто-променисті суцільні скупчення.
Густина 2,72.
Твердість 1,5.
Колір білий з жовтуватим відтінком, блідо-зелений.
Жирний на дотик.
У шліфах безбарвний.
Блиск скляний.
Зустрічається як гідротермальний, низькотемпературний мінерал у деяких багатих на глинозем метаморфічних сланцях та екзогенних породах разом з кварцом, андалузитом, кіанітом, тальком, каолінітом.
Розповсюдження: Рудні гори (ФРН), Банська Штявніца (Словаччина), Секеримб (Румунія), Урал (РФ), шт. Півн. Кароліна (США).

## В Україні
В Україні зустрічається на Волині. Використовують як замінник тальку, для виготовлення вогнетривких матеріалів та ізоляторів, як наповнювач тощо.
Давньоукраїнські (X—XIV ст.) центри обробки пірофілітової сировини та виробничі майстерні знаходилися в Києві та Чернігові, а також поблизу сіл Нагоряни, Хлупляни, Прибитки, Городець, Покалів, Скребеличі, Норинськ, Коренівка, Велика Хайча, Коптівщина, Черевки, Рудня-Франківка та ін. Відомий також середньовічний пірофілітовий промисел на Овруцькому кряжі.

## Різновиди
Розрізняють:
- листуватий (агрегати, які складаються з лускуватих індивідів),
- хромистий (відміна пірофіліту, яка містить до 3 % Cr2O3).